# SV 06 Bad Nauheim
SV 06 Bad Nauheim was een Duitse sportclub uit Bad Nauheim, Hessen. De club bestond van 1906 tot 2008. In 1935/36 speelde de club één seizoen in de Gauliga Hessen, een van de toenmalige hoogste divisies.